# 野澤伸平
野澤 伸平（のざわ しんぺい）は、日本の実業家。山川出版社代表取締役会長、一般社団法人教科書協会会長、旭日中綬章受章者。子息は山川出版社代表取締役社長の野澤武史。

## 人物・経歴
東京都・神楽坂生まれ。父は山川出版社創業者の野澤繁二。
新宿区立愛日小学校、新宿区立牛込第三中学校を経て、市川高校に入学するも高2の時に立教高校へ転入。
1970年3月、立教大学法学部卒業。
大学卒業後、共立出版に入社。1975年3月末に同社を退社し、同年4月、家業である山川出版社に入社。
山川出版社代表取締役社長を務め、2016年、一般社団法人教科書協会会長に就任。
2020年、同社代表取締役会長に就任。
2023年5月、春の叙勲・褒章において、永きに渡る教科書供給の功績が認められ、旭日中綬章を受章。